# 新方村
新方村（にいかたむら）は、埼玉県の南東部、南埼玉郡に属していた村である。

## 地理
- 河川：古利根川、新方川

## 歴史
- 1889年（明治22年）4月1日 - 町村制施行により、北川崎村、船渡村、大吉村、大松村、大杉村、弥十郎村、向畑村が合併し南埼玉郡新方村が成立する。
- 1954年（昭和29年）11月3日 - 南埼玉郡越ヶ谷町、大沢町、桜井村、大袋村、荻島村、出羽村、蒲生村、大相模村、増林村と合併し越谷町となる。
- 1955年（昭和30年）11月3日 - 草加町の一部が越谷町へ編入する。
- 1958年（昭和33年）11月3日 - 越谷町が市制施行し越谷市となる。